# Kyrie Irving
Kyrie Irving (* 23. března 1992, Melbourne, Austrálie) je australsko-americký basketbalista, hrající za tým Dallas Mavericks. V roce 2011 byl draftován týmem Cleveland Cavaliers jako první volba draftu. O rok později se stal nováčkem roku v NBA a o další dva roky na to byl zvolen nejužitečnějším hráčem All-Star Game 2014. V sezóně 2015/16 vyhrál s Cavaliers ligu, sám byl autorem vítězné střely v sedmém finále proti Golden State Warriors.

## Kariéra
Irving se narodil v Austrálii, od dvou let ale vyrůstal ve státě New Jersey na východě USA. Má australské i americké občanství. Hrál za tým Duke Blue Devils Dukeovy univerzity v Severní Karolíně. V roce 2011 byl draftován týmem NBA Cleveland Cavaliers. V roce 2012 byl oceněn titulem Nováček roku NBA. Stal se All-Star Game MVP v roce 2014, kdy nastoupil v základní pětce na rozehrávce společně s Dwyanem Wadem.
Zlomové pro něj bylo léto 2014. Legendární návrat do Clevelandu totiž hlásal nejlepší basketbalista na světě LeBron James, s nímž přišel i Kevin Love. V Clevelandu se tak vytvořila takzvaná „Big Three“, kterou tvořili právě Kyrie Irving, LeBron James a Kevin Love.
Už v první sezóně těchto tří hráčů dokázali Cavaliers velké věci. Skončili druzí v základní části ve východní konferenci a v play-off se dostali až do finále. Irving se ale zranil a jeho tým tak Golden State Warriors podlehl 2:4 na zápasy.
O rok později se ale Kavalírům dařilo ještě více. Východní konferenci ovládli jak v základní části, tak v play off. Skvěle se dařilo i Warriors, takže nás čekala finálová odveta. Tu ale Cavaliers začali špatně – z Oaklandu si odvezli dvě prohry a doma v Quicken Loans Aréně uhráli pouze jednu výhru ze dvou. Před sebou tak měli nelehký úkol – otočit sérii z nepříznivého stavu 1:3. To se doposud žádnému jinému týmu v NBA nepovedlo. Cavaliers se ale oklepali a z Kalifornie do Ohia dovezli výhru a snížení na 3:2. Série se stěhovala zpět do Quicken Loans Areny, kde Cleveland rozdrtil Golden State takřka třicetibodovým rozdílem a ono nemožné se pomalu ale jistě začalo stávat realitou. Na pořadu byl sedmý zápas, který hostila domácí aréna Golden State – Oracle Arena. Jednalo se o nejdramatičtější zápas v historii NBA, téměř po celý zápas bylo skóre vyrovnané a týmy se nedostávaly do vícebodového vedení. Klíčová byla ale poslední minuta. Andre Iguodala z Golden State šel takřka sám na koš, z ničeho nic se ale za ním zjevil triple-double hrdina LeBron James, jenž Iguodalovi nedovolil připsat si další dva body a sám provedl nejdůležitější blok v historii NBA. Z další akce se radovali opět Cavaliers, Kyrie Irving totiž udělal parádní crossover na hostující hvězdu Stephena Curryho a následně vystřelil za tři body, což se mu povedlo a Cavaliers odskočili Warriors do vedení 92:89. Deset sekund před koncem přidal ještě jeden úspěšný trestný hod LeBron James a bylo jasné, že Cavaliers už historicky první titul v NBA nikdo nevezme.
Dne 22. srpna 2017 byl Kyrie Irving vyměněn do týmu Boston Celtics.